# A Glitch in the Matrix
A Glitch in the Matrix (O eroare în matrice) este un film documentar american din 2021 regizat de Rodney Ascher despre realitatea simulată. Conține imagini de la întâlnirea lui Philip K. Dick cu fanii săi de la Metz din 1977 sau interviuri mai vechi cum ar fi din The Larry King Show  cu Neil deGrasse Tyson. Filmul a avut premiera mondială la Festivalul de film de la Sundance la 31 ianuarie 2021 și a fost lansat cinematografic și pe platforme digitale la 5 februarie 2021 de Magnolia Pictures, cu recenzii în general pozitive.

## Premiză
Realizat pe jumătate ca povestire științifico-fantastică, pe jumătate de groază, A Glitch in the Matrix este o explorare multimedia a ipotezei simulării, în care Rodney Ascher se întreabă: trăim într-o simulare? Și acesta răspunde cu mărturii, dovezi filozofice și explicații științifice.

## Distribuție
- Nick Bostrom
- Joshua Cooke
- Erik Davis
- Paul Gude
- Emily Pothast
- Chris Ware
- Jeremy Felts
- Alex LeVine
- Brother Læo Mystwood
- Jesse Orion